# Боцана (Тренто)
Боцана је насеље у Италији у округу Тренто, региону Трентино-Јужни Тирол.
Према процени из 2011. у насељу је живело 222 становника. Насеље се налази на надморској висини од 645 м.